# Terpsichore delicatula
Terpsichore delicatula là một loài thực vật có mạch trong họ Polypodiaceae. Loài này được (M. Martens & Galeotti) A.R. Sm. miêu tả khoa học đầu tiên năm 1993.